# ویکتور وبستر
ویکتور وبستر (انگلیسی: Victor Webster؛ زادهٔ ۷ فوریهٔ ۱۹۷۳) یک هنرپیشه، و دلال اهل کانادا است. وی از سال ۱۹۹۸ میلادی تاکنون مشغول فعالیت بوده‌است.
او در فیلم پایین آوردن خانه، طلوع مرگ، نخل‌های سوزان و باید سگ‌ها را دوست داشت بازی کرده‌است.